# Sheila E. (album)
Cet article concerne l'album de Sheila E.. Pour la dite chanteuse, voir Sheila E..
Albums de Sheila E.
Romance 1600
(1985) Sex Cymbal
(1991)
Sheila E. sort son troisième album, auquel elle donne simplement son nom, sur le label de Prince "Paisley Park Records" en 1987. On y retrouve son père Pete Escovedo, qui a joué avec Santana et Azteca, aux percussions ainsi que son frère Juan Escovedo aussi aux percussions. Elle invite également les musiciens du groupe Tony Toni Toné qu'elle connaissait par l'entremise de son père et qu'elle tenta vainement d'amener à signer avec le label Paisley Park. 2 Singles sortirent aux Etats-Unis, Hold me et Koo Koo. Alors que Love on a Blue Train fut le premier single au Japon. Traduit d'après le Wikipedia anglophone consacré à cet album de Sheila E.

## Liste des titres
- Toutes les chansons de Sheila E sauf indication contraire.

1. One Day (I'm Gonna Make You Mine)
2. Wednesday Like A River (Sheila E., Constance Guzman et Levi Seacer, Jr.)
3. Hold Me (Sheila E., Constance Guzman et Eddie Mininfield)
4. Faded Photographs (Sheila E., Constance Guzman, Samuel Domingo et Boni Boyer)
5. Koo Koo
6. Pride And The Passion
7. Boy's Club
8. Soul Salsa (Sheila E., Norbert Stachel et Levi Seacer, Jr.)
9. Hon E Man (Sheila E., Constance Guzman et Levi Seacer, Jr.)
10. Love On A Blue Train

## Personnel
- Sheila E : Chant, percussions
- Levi Seacer, Jr. : Guitare, basse, claviers, chœurs
- Boni Boyer : Claviers, chœurs
- Carl Wheeler : Claviers, chœurs
- Steph Birnbaum : Guitare
- Carlos Rios : Guitare
- Rafael Wiggins, Jr. : Basse, chœurs
- Peter Michael Escovedo : Percussions
- Juan Escovedo : Percussions
- Norbert Stachel : Saxophone Alto, soprano, ténor et baryton, flûte, clarinette
- Eric Leeds : Saxophone
- Matt Blistan : Trompette
- Eddie Minnifield, Howard Kenney : Chœurs
- Timothy Riley : Batterie